# Psy-core (album)
Psy-core (výslovnost [ˈsaɪˌkɔː]) je debutové album kapely Dymytry, vydané léta 2006. Obsahuje intro a čtyři skladby; roku 2017 bylo album kompletně přetočeno a vyšlo znovu jako součást dvojalba Reser.

## Seznam skladeb
| Pořadí         | Název          | Hudba          | Text           | Délka |
| -------------- | -------------- | -------------- | -------------- | ----- |
| 1.             | Intro          |                |                | 0:40  |
| 2.             | Captain Heroin | Dymo           | Protheus       | 3:01  |
| 3.             | Arabia         | Dymo           | Protheus       | 4:44  |
| 4.             | Silence        | Dymo           | Protheus       | 3:15  |
| 5.             | Seš mrtvej!    | Dymo           | Protheus       | 3:33  |
| Celková délka: | Celková délka: | Celková délka: | Celková délka: | 15:13 |

## Sestava
- Jan „Protheus“ Macků (zpěv)
- Jiří „Dymo“ Urban (kytara)
- Rudolf „Dr. Molitanov“ Neumann (kytara)
- Petr „Ozz“ Štochl (basová kytara)
- Michal „Chalimero“ Chalupka (bicí)